# Cầu Concorde
Cầu Concorde (tiếng Pháp: Pont de la Concorde) là một cây cầu bắc qua sông Seine tại Paris, Pháp. Cây cầu này nối liền kè Tuileries (thuộc Quảng trường Concorde) với kè Orsay.
| Métro Paris | Bến tàu điện ngầm: Assemblée nationale hoặc Concorde |

## Lịch sử
Năm 1725 trong kế hoạch xây dựng Quảng trường Louis XV (nay là Quảng trường Concorde) người ta dự kiến xây dựng một cây cầu mới thay cho bến đò hoạt động tại vị trí quảng trường. Vào năm 1787 công trình này được giao cho kiến trúc sư Jean-Rodolphe Perronet, người vào năm 1775 đã cùng với Daniel-Charles Trudaine thành lập Trường Cầu đường Quốc gia Pháp (École nationale des ponts et chaussées). Công trình được hoàn thành vào năm 1791 mà gần như không chịu ảnh hưởng từ các biến động của cuộc Cách mạng Pháp, nó thậm chí còn được thừa hưởng lượng vật liệu lớn là các tảng đá khai thác từ ngục Bastille bị phá huỷ ngày 14 tháng 7 năm 1789.

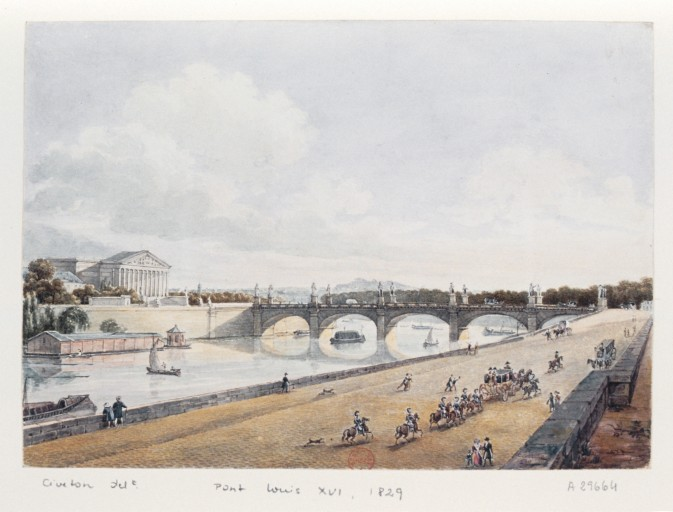
Cầu năm 1829 với 12 bức tượng

Năm 1810, Napoléon Bonaparte ra lệnh đặt các bức tượng ở chân cầu để vinh danh các vị tướng đã chết trận trong các chiến dịch của Đệ nhất đế chế.
Sau khi Napoléon mất ngôi, các bức tượng này được thay bằng 12 bức tượng cẩm thạch trắng của 4 bộ trưởng (Colbert, Richelieu, Suger, Sully), 4 tướng lĩnh (Bayard, Condé, Du Guesclin, Turenne) và 4 đô đốc (Duguay-Trouin, Duquesne, Suffren, Tourville). Nhưng do các bức tượng này quá nặng so với cấu trúc của cầu, vua Louis-Philippe I đã phải chuyển chúng về Lâu đài Versailles.
Do mật độ giao thông qua cầu quá lớn, từ năm 1930 đến năm 1932 người ta đã phải cho mở rộng gấp đôi bề ngang cầu nhưng vẫn giữ nguyên kiến trúc Tân Cổ điển của lần xây dựng đầu. Lần tu sửa gần đây nhất của cầu Concorde là năm 1983. Hiện nay đây là cây cầu ở trung tâm Paris có mật độ giao thông lớn nhất.